# Paul Drux
Paul Drux, né le 7 février 1995 à Gummersbach, est un joueur international allemand de handball. Il évolue avec le club du Füchse Berlin depuis 2012.
En octobre 2024, il est contraint de mettre prématurément un terme à sa carrière de handballeur professionnel à seulement 29 ans à cause d'une nouvelle blessure au genou qui l'empêchera de reprendre le handball en compétition.

## Résultats

### En club
Compétitions internationales
- Ligue européenne (C3)
  - Vainqueur (3) : 2015, 2018, 2023
  - Finaliste (3) : 2017, 2019, 2021, 2024
- Coupe du monde des clubs
  - Vainqueur (2) : 2015, 2016
  - Finaliste (2) : 2017, 2018

Compétitions nationales
- Coupe d'Allemagne
  - Vainqueur (1) : 2014
- Championnat d'Allemagne : 
  - Deuxième en 2024
  - Troisième en 2018, 2022, 2023

### En équipe nationale
Paul Drux obtient sa première sélection le 20 septembre 2014 contre la Suisse :
Jeux olympiques
- Médaille de bronze aux Jeux olympiques de 2016 à Rio de Janeiro
- 6e place aux Jeux olympiques en 2021 à Tokyo

Championnats d'Europe
- 9e place au Championnat d'Europe 2018
- 5e place au Championnat d'Europe 2020
- 7e place au Championnat d'Europe 2022

Championnats du monde
- 7e place au Championnat du monde 2015
- 9e place au Championnat du monde 2017
- 4e place au Championnat du monde 2019
- 5e place au Championnat du monde 2023